# Cieśnina Geografa
Cieśnina Geografa (ang. Geographe Channel) – cieśnina Oceanu Indyjskiego u zachodniego wybrzeża Australii. Łączy Zatokę Rekina z otwartym oceanem, rozdzielając kontynent australijski od wyspy Bernier.
Nazwę zatoce nadał francuski odkrywca Nicolas Baudin, który dotarł tu w 1801 roku. Upamiętnia ona okręt Baudina – korwetę „Le Géographe”.